# Реофиты

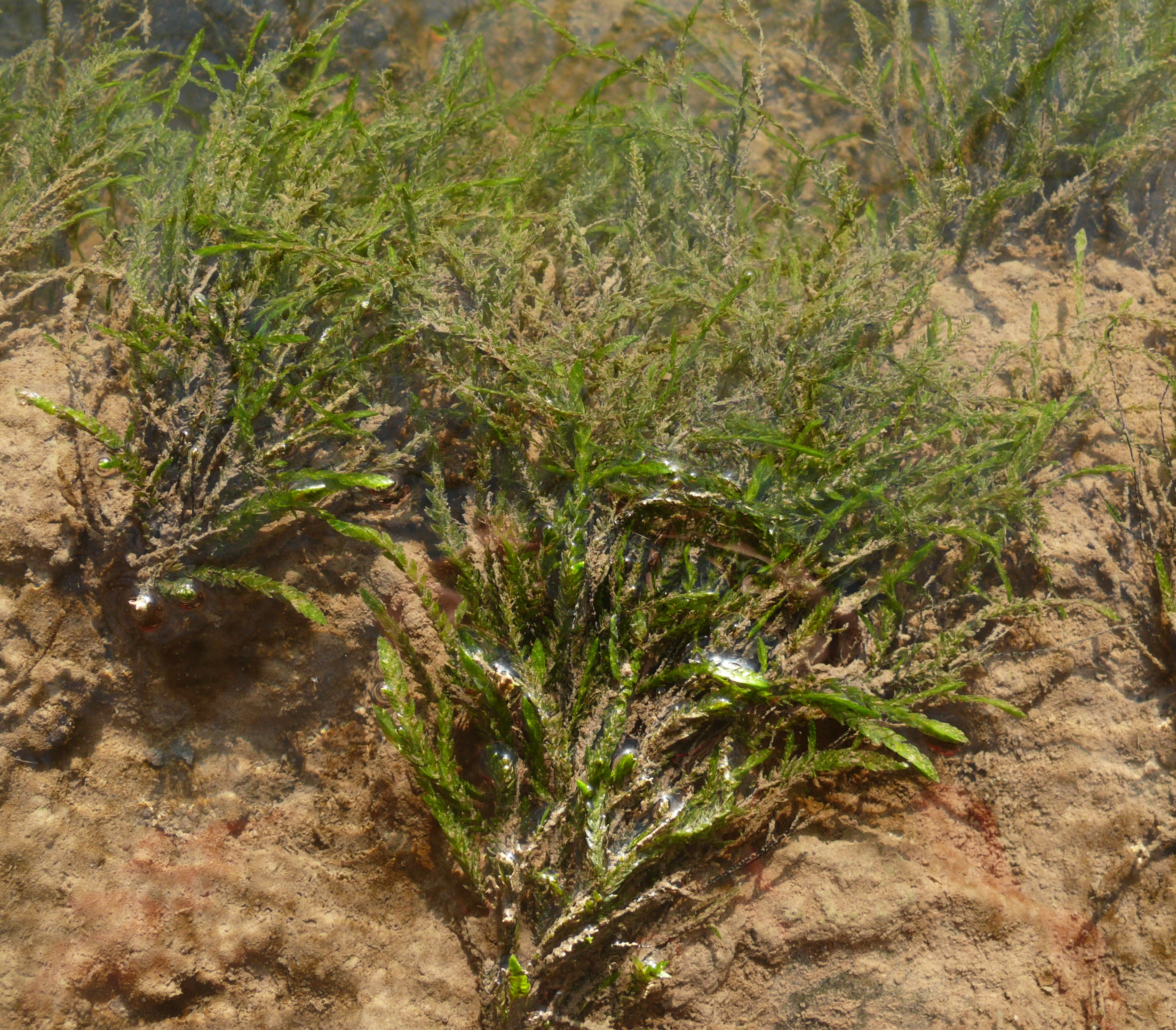
Fontinalis antipyretica на дне реки в Германии

Реофиты — водные растения, обитающие в быстродвигающихся потоках воды, таких как реки, ручьи, водопады. К ним относятся и растения, обитающие в полосе морского прибоя. Реофиты обычно обитают в водных потоках со скоростью течения 1—2 м/с и на глубине 3—6 футов, при этом разрушающая сила воды довольно значительна. В таких условиях могут выжить лишь немногие живые организмы, но реофиты в ходе эволюции выработали защитные механизмы для того, чтобы приспособиться к ним.
Не все водные растения с узкими листьями можно отнести к реофитам. Нельзя отнести к реофитам и водные растения, обитающие в медленнотекущих потоках и лишь иногда попадающие в условия быстротекущей воды, для которых быстрые потоки не являются жизненно важным условием для их выживания. Такие растения называют факультативными реофитами.

## Морфологические особенности

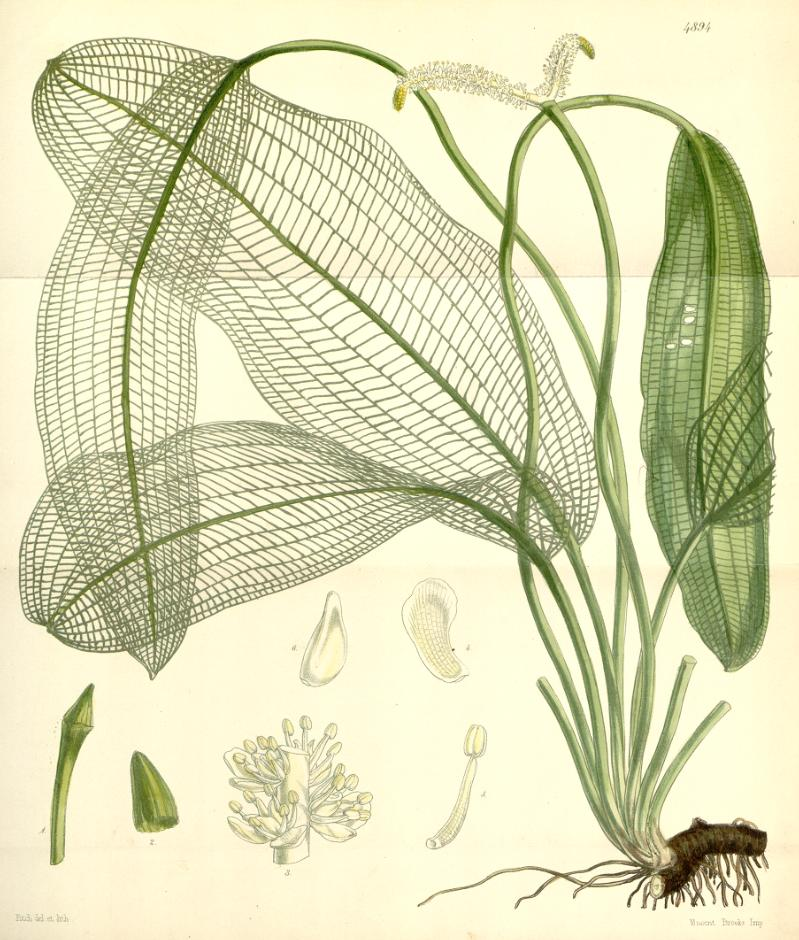
Апоногетон решётчатый, сэра Уильяма Джексона Гукера в журнале «Curtis’s botanical magazine», том 82, 1856 г.

Листья у реофитов имеют обтекаемую форму для уменьшения сопротивления потоку воды, они весьма узкие, гибкие и плавают в толще воды. Среди реофитов встречаются растения с такой уникальной конструкцией листовой пластинки (которая ни у одного растения ещё не была повторена!), как у апоногетона решётчатого (Aponogeton madagascariensis): лист состоит лишь из одних продольных и поперечных жилок, пространство между которыми ничем не заполнено. Листья этого растения с острова Мадагаскар стелются по течению, а вода свободно, не разрывая, проходит сквозь них. У апоногетона ситникового (Aponogeton junceus) черешок переходит в среднюю жилку, составляющую всю листовую пластинку. Криптокорины и апоногетоны, растущие в быстрых реках, часто имеют листовые пластинки усеянные буграми и ямками. Такие листья, например криптокорины буллоза (Cryptocoryne bullosa), быстрое течение прижимает к самому дну. По-видимому, такая конструкция листа наилучшим образом способствует обтеканию листа струями воды. Листовые пластинки Cryptocoryne crispatula вместо бугров и ямок покрыты поперечными асимметричными складками.

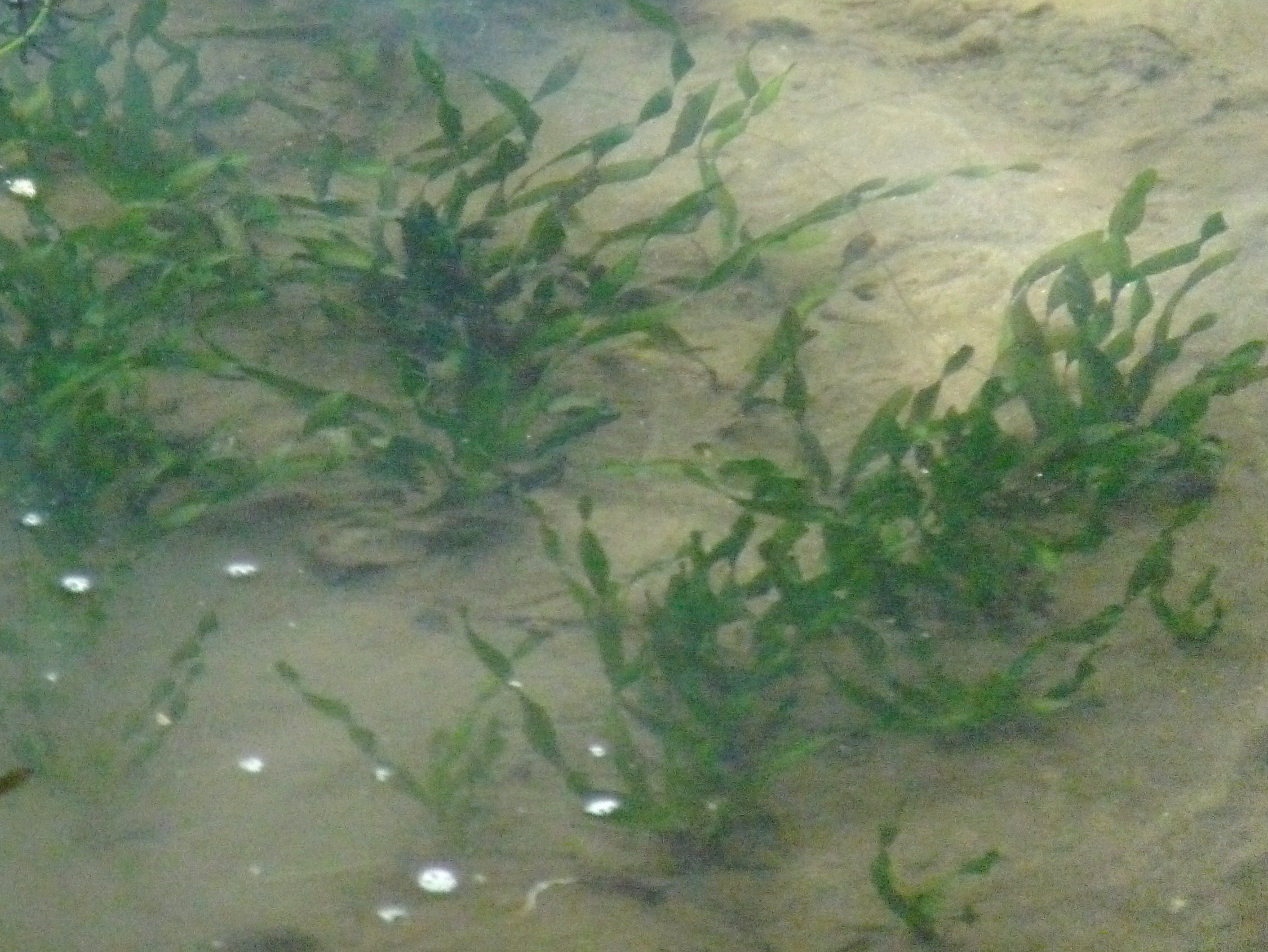
Валлиснерия плавающая с лентовидными листьями

Для предотвращения вырывания из почвы реофиты развили сильную и разветвлённую корневую систему, чаще всего они имеют массивные корневища с многочисленными корнями.
При снижении уровня воды реофиты стремятся использовать создавшиеся благоприятные условия для цветения. Цветки у реофитов обычно выносятся на длинном цветоносе над поверхностью воды, но у некоторых видов они остаются в воде. В этом случае семена могут образовываться без опыления или не образовываться вовсе. Например, у апоногетона решётчатаго семена могут созревать даже без оплодотворения зародыша, а апоногетон пузырчатый (Aponogeton bullosus) плодов не образует. У Aponogeton appendiculatus семена, в отличие от многих других водных растений, после созревания стремительно падают вниз и вонзаются в грунт. Таким образом этот вид, обитающий в водоёмах на морских побережьях Индии, заливаемых морским приливом, застраховал себя от смыва семян в открытое море.

## Разнообразие реофитов

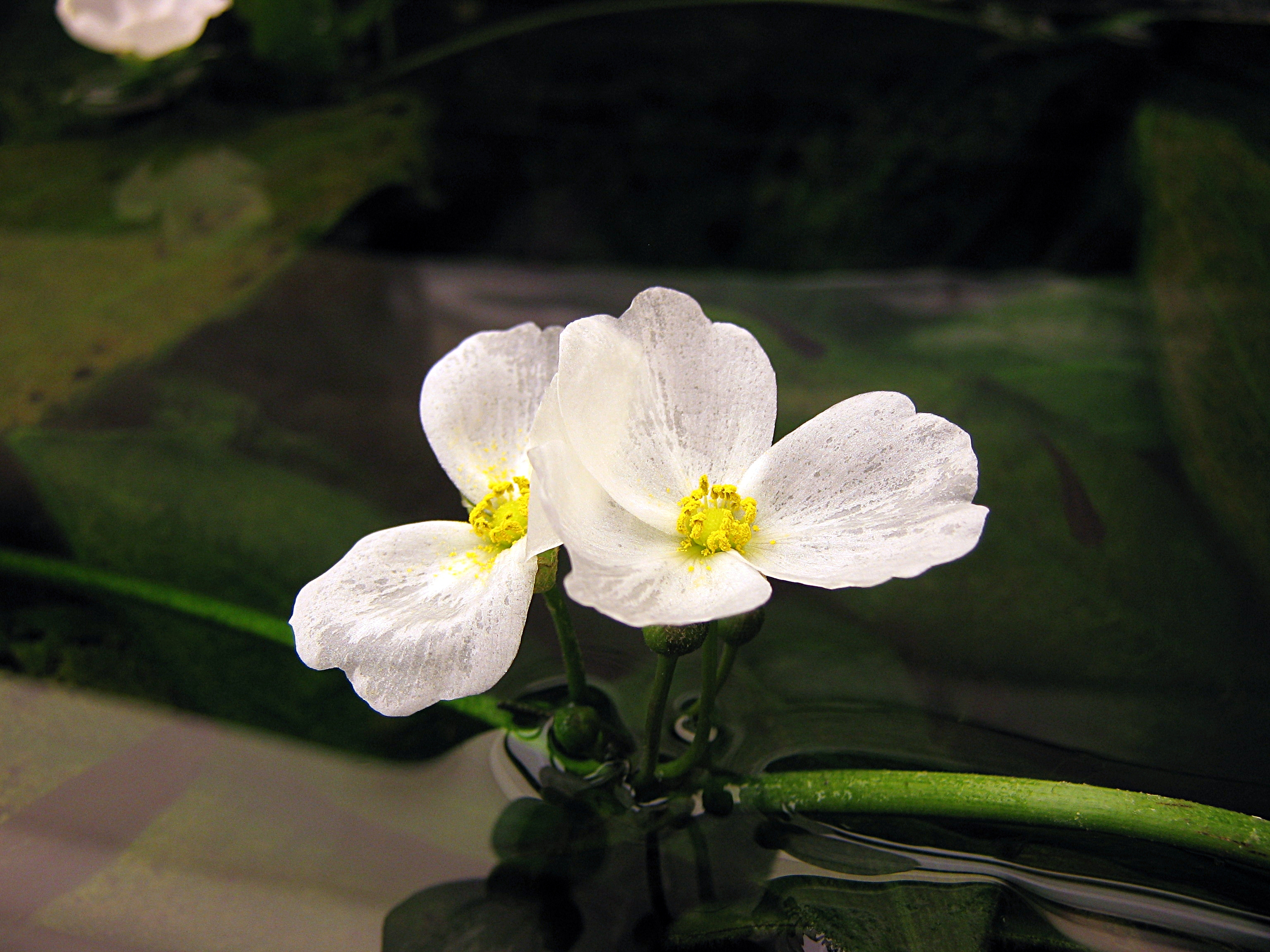
Цветущий Echinodorus floribundus в аквариуме

К реофитам относятся, например, растения родов Aridarum, Bakoa и Bucephalandra семейства Ароидные (Araceae), эндемики острова Борнео. Среди реофитов есть растения, выращиваемые в аквариумах, это: фонтиналис и другие речные мхи, большинство апоногетонов, речные криптокорины, особенно с острова Борнео (в том числе широко известная криптокорина апоногетонолистная (Cryptocoryne pontederiifolia)), эхинодорусы уругвайской группы, валлиснерия плавающая (Vallisneria natans), барклайя длиннолистная (Barclaya longifolia), а также луковичное растение кринум плавающий (Crinum natans).

## Особенности выращивания в аквариуме
Выращивание реофитов в условиях аквариума требует особого внимания, так как создать постоянный приток свежей воды, необходимый для их правильного содержания, технически сложно. Особенно это касается питания реофитов. Содержание углекислого газа, необходимого для питания растений, в водной среде, где обитают реофиты, является постоянным числом, не зависящим ни от времени суток, ни от места в русле реки (будь это исток, средняя часть реки или её устье). Г. Хорст замерял показатели воды в некоторых тропических речках, и они были постоянными в течение 5—6 лет. Водные растения извлекают также углекислый газ из содержащихся в воде бикарбонатов, тем самым умягчая её. Риофиты же могут обитать в воде с довольно низкой жёсткостью, получая все необходимые вещества за счёт постоянного обмена быстротекущей воды.